# Bernardo del Carpio

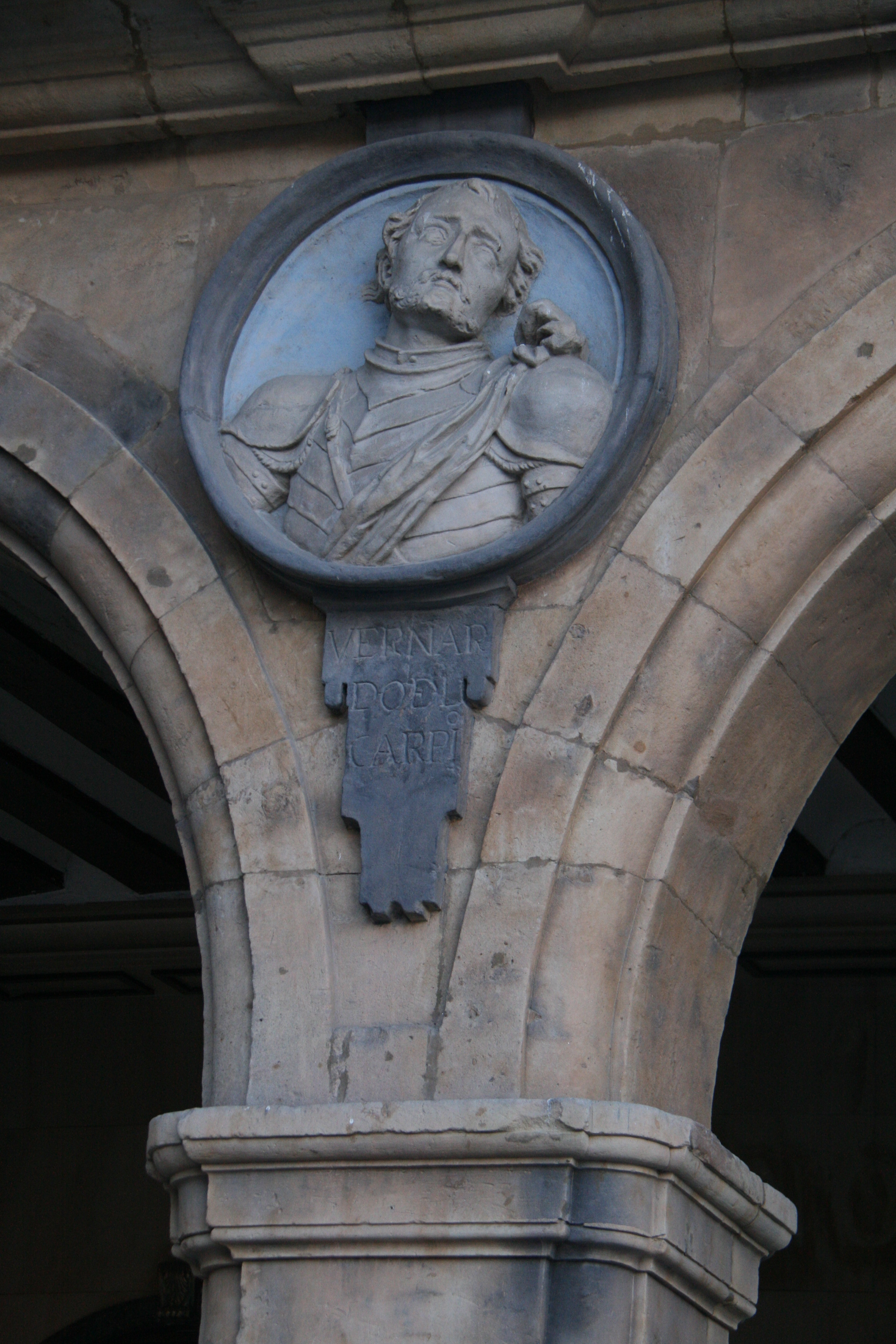
Bernardo del Carpio, na Plaza Mayor de Salamanca

Bernardo del Carpio foi uma personagem da Idade Média, filho extramatrimonial (segundo a lenda, algumas crónicas e um Cantar de Bernardo del Carpio perdido e prosificado na General Estoria), de uma infanta e irmã do rei de Astúrias, Alfonso II de nome Jimena, e do conde de Saldaña, Sancho Díaz. De acordo com lenda, teria derrotado Carlos Magno na Batalha de Roncesvalles.

## Vida
Nascido no Castelo de Saldaña, Bernardo del Carpio é o protagonista de uma longa série de romances. A sua história consiste principalmente em tentar conseguir que o rei Alfonso o Casto liberte o seu pai, encarcerado por causa de ter desonrado à infanta. Para isso, o herói, a semelhança de outro Hércules, tem de resolver as diferentes tarefas guerreiras que lhe encomenda o monarca.
A Bernardo do Carpio atribuem-se numerosas façanhas, entre elas a derrota dos francos em Roncesvalles. Durante o Século de Ouro, serviu de inspiração para peças teatrais, obras cavalheirescas em prosa e poemas épicos, tanto em espanhol como em português. Miguel de Cervantes teve entre os seus projetos não consumados um Romance de cavalaria sobre o herói, o Bernardo. A sua tumba foi visitada em 1522 por Carlos V na localidade palentina de Aguilar de Campo.